# Конопка, Вацлав
Ва́цлав Коно́пка (пол. Wacław Konopka; 5 мая 1881, Влоцлавек, Варшавская губерния Царства Польского и Российской империи — 25 декабря 1938, Лодзь) — польский скульптор.
В 1905—1909 годах обучался скульптуре в Краковской академии искусств под руководством Константы Лящка.
Жил и творил в Лодзи.
Автор нескольких памятников и бюстов в Лодзи, Константынув-Лодзинский, Казимеж-Лютомерский и др.
Наиболее известен как создатель более 80 надгробных памятников на Старом кладбище Лодзи.
Похоронен на том же лодзинском Старом кладбище.